# Carrière de Chambralles
L'ancienne carrière de Chambralles (ou anciennes carrières de Chambralles) appelée aussi Tartines de Chambralles est un site naturel classé du hameau de Chambralles dans la commune d'Aywaille en province de Liège (Belgique). Il est aussi repris comme site de grand intérêt biologique pour une superficie de 5,48 ha.

## Localisation
Le site de l'ancienne carrière de Chambralles se situe en Famenne et en bordure sud du Condroz sur la rive gauche de l'Amblève entre les hameaux de Martinrive, implanté sur la rive opposée de la rivière, et Chambralles, situé à l'ouest, sur les hauteurs. Le petit ruisseau du Fond de Longuègne coule au pied ouest du site avant de disparaître dans un chantoir. L'altitude varie entre 160 et 210 m.

## Description du site
Le site se compose de haldes (déchets pierreux, résidus des anciennes carrières) formant des éboulis instables plus ou moins ouverts, localisées vers l'ouest. Le prélèvement de ces haldes a cessé en 2002, stabilisant le site.
Dans un environnement redevenu partiellement boisé, le site d'extraction proprement dit est composé de plusieurs excavations. On y a extrait depuis le XVIIIe siècle jusqu'en 1950 du grès famennien, un grès en partie calcareux. Ce lieu est bordé par une quinzaine de falaises élevées, certaines hautes de plus de 25 m et presque verticales, appelées Tartines et donnant un aspect sombre et insolite.

## Rides de courant etpains de grès
Il y a ~360 millions d'années (Famennien), une plage dont la surface était recouverte de rides de courant ou rides de vagues (ripple-marks) se trouvait à cet endroit. L'eau s'étant définitivement retirée, les rides de courant se sont solidifiées et ont figé les ondulations de sable dessinées par les marées sur la plage. Redressée et devenue presque verticale à la suite du plissement hercynien lors du carbonifère, cette plage figée devenue une falaise a été mise à jour lors de l'exploitation de la carrière.
À côté de ces rides de courant, l'eau et l'érosion ont aussi formé en ces temps lointains de petits îlots solidifiés appelés pains de grès. Ces îlots plats de psammites atteignent jusqu'à 20 cm d'épaisseur. Ils ont un contour subcirculaire, ovalaire ou parfois plus irrégulier encore et un diamètre ou une longueur variable avec une moyenne d'une quarantaine de centimètres. La plupart ressemblent à des pains ronds de type courant dans le pays, ce qui a amené à les dénommer "pains de grès".

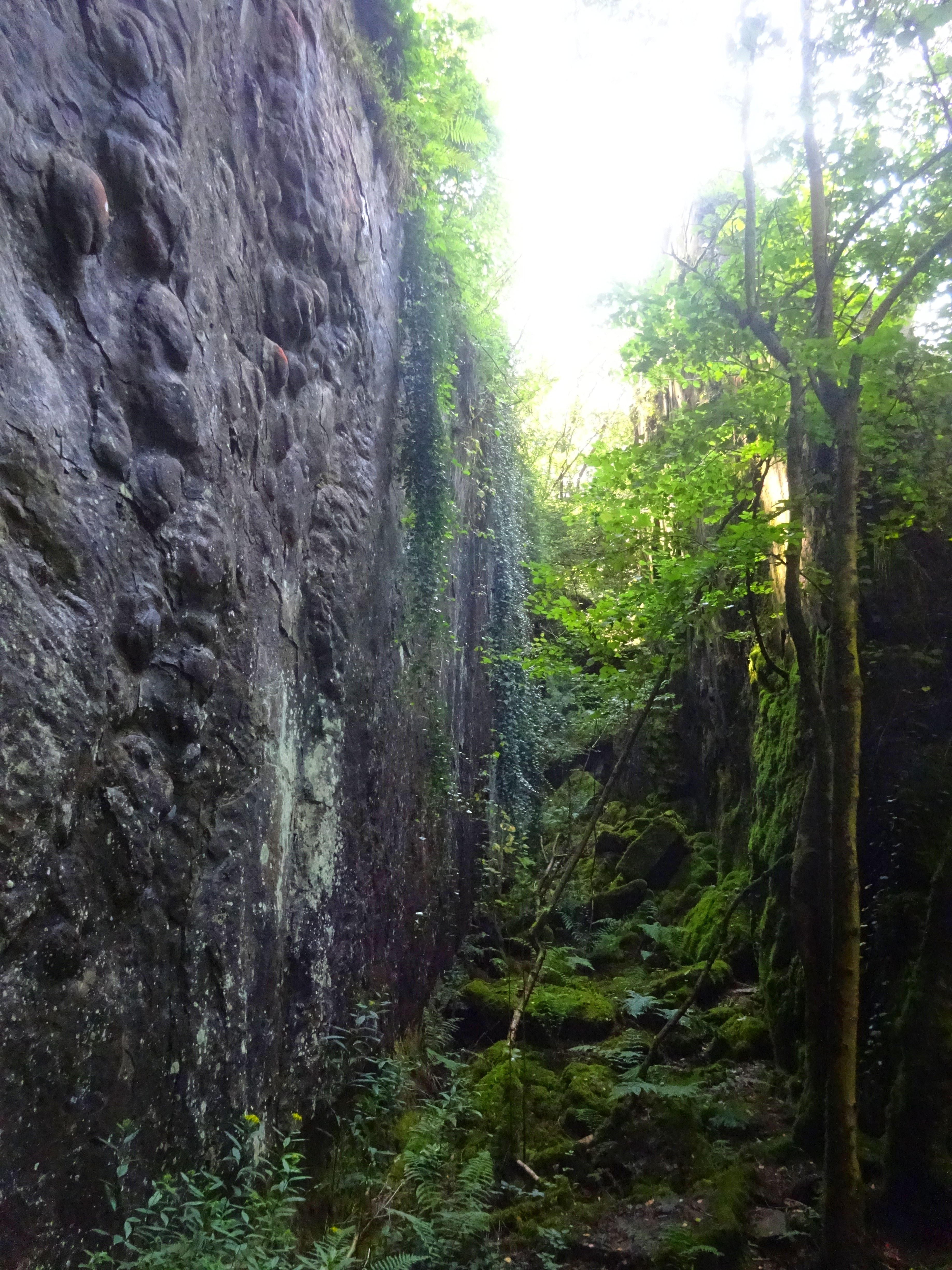
Falaise avec rides de courant et "pains de grès" de la carrière de Chambralles
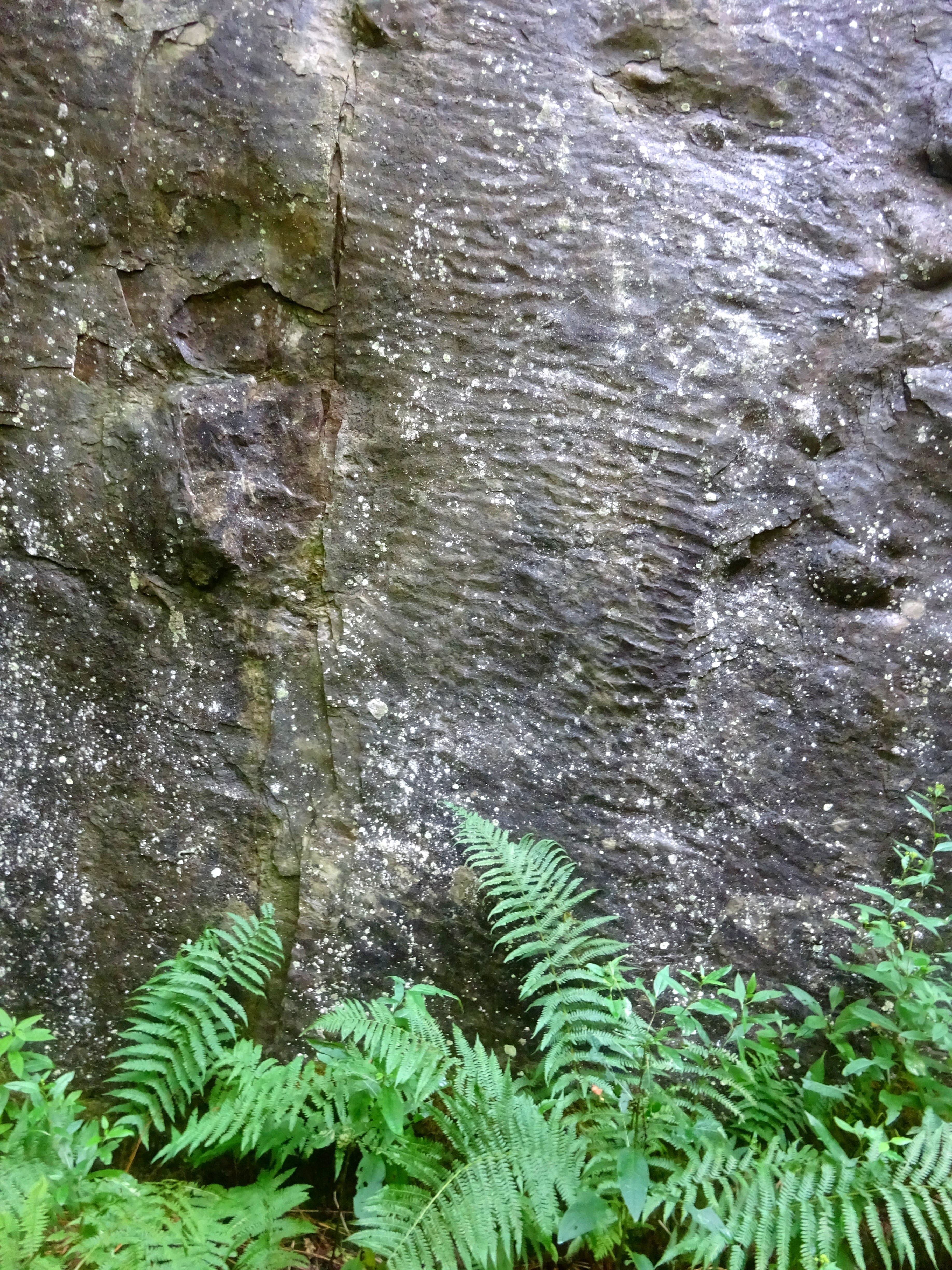
Carrière de Chambralles : rides de courant (ripple-marks)
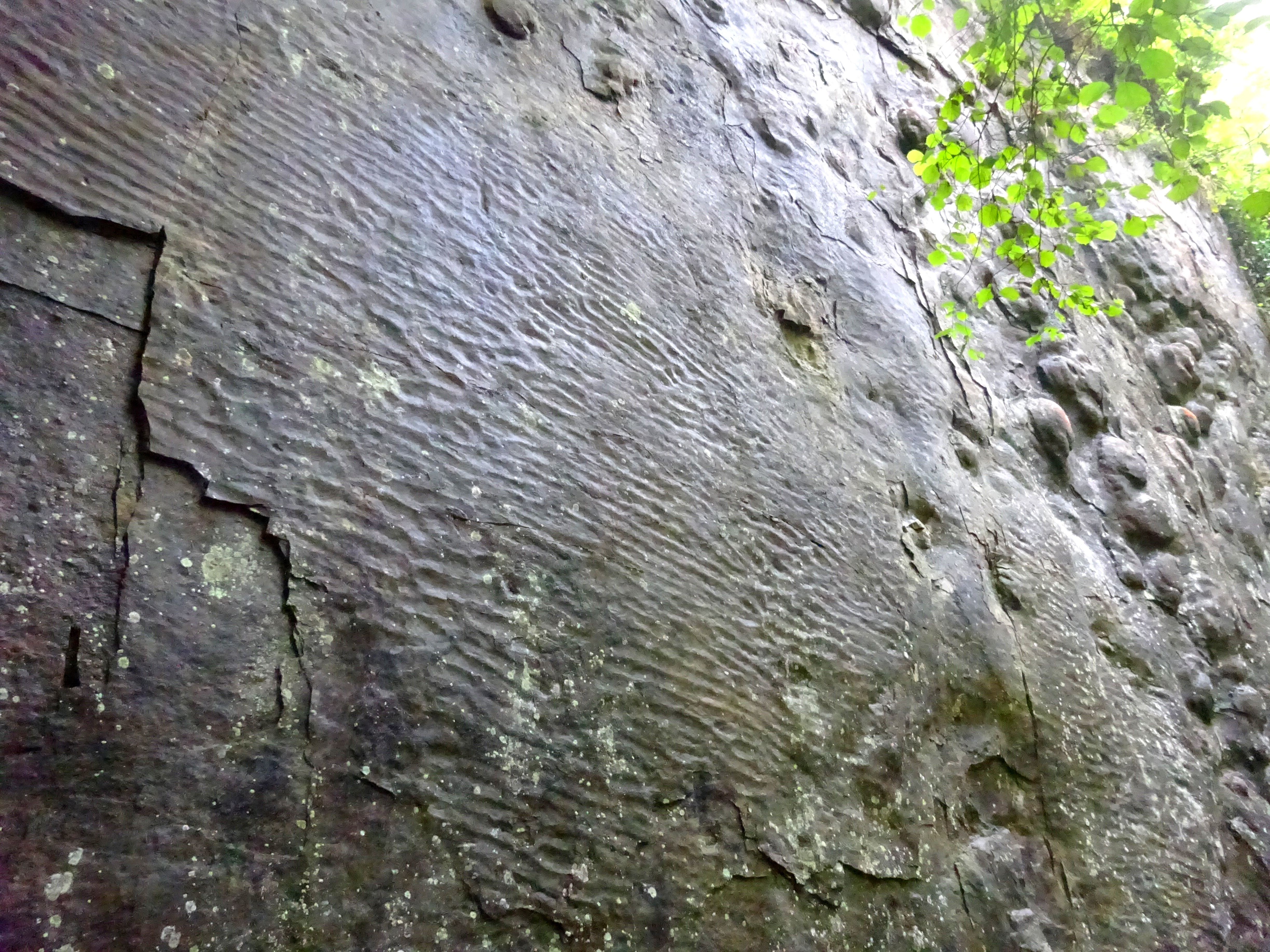
Carrière de Chambralles : rides de courant (ripple-marks) et "pains de grès"
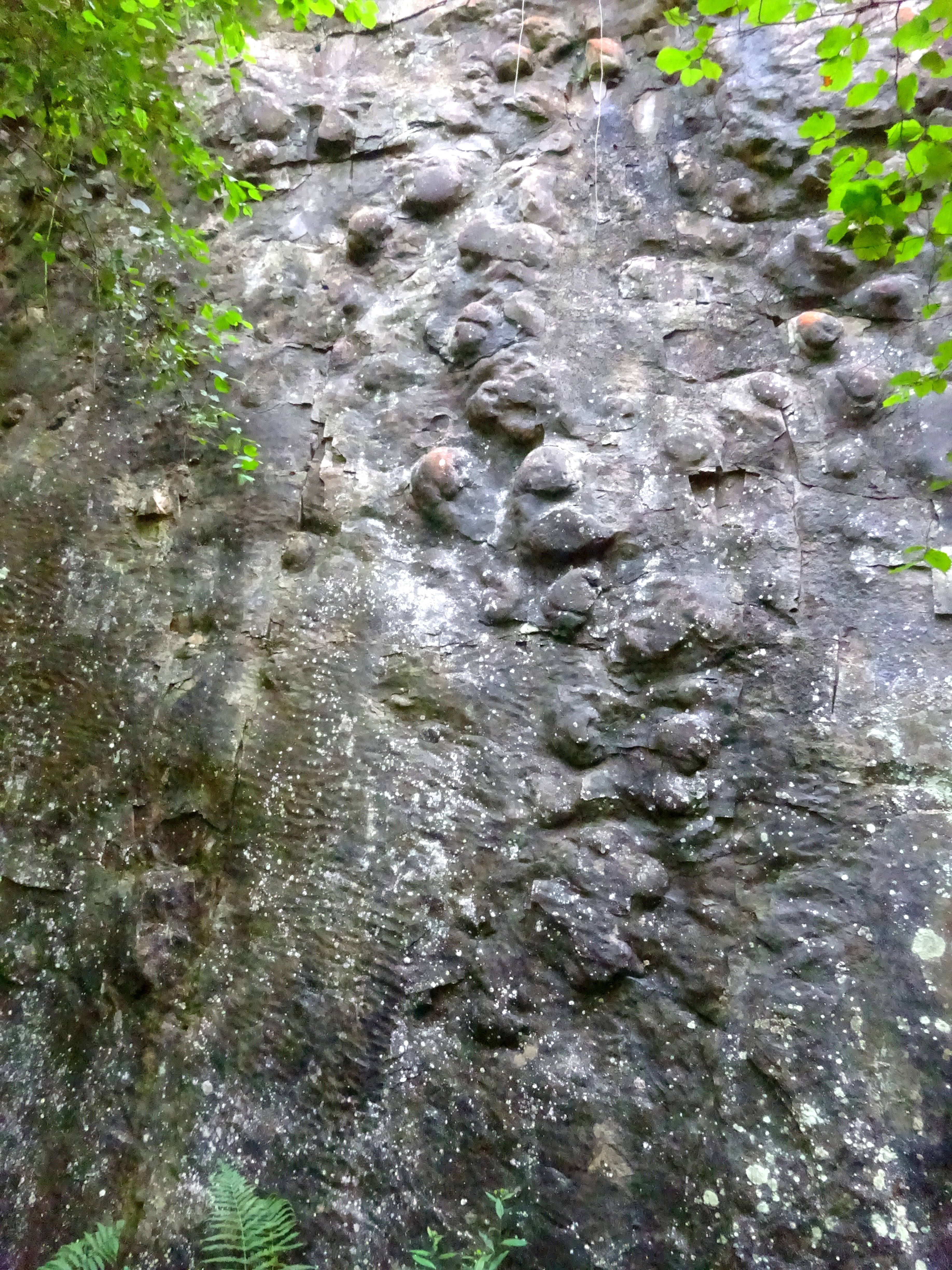
Carrière de Chambralles : "pains de grès"

## Faune et flore
Le site est riche en espèces diverses adaptées à ce milieu comme la coronelle lisse (Coronella austriaca), la couleuvre à collier (Natrix natrix) et le lézard des murailles (Podarcis muralis), trois reptiles inoffensifs. Au niveau de la flore, on y trouve entre autres la moutarde giroflée (Coincya cheiranthos), une crucifère rarissime des rochers siliceux.

## Classement
Le site des anciennes carrières de Chambralles est repris sur la liste du patrimoine immobilier classé d'Aywaille depuis le 23 novembre 1976.

## Activités
Le site se visite librement en empruntant un sentier se raccordant au sentier de grande randonnée 571 ou depuis les premières pentes de la côte de Chambralles.